# Ложкин, Алексей Васильевич
Алексей Васильевич Ложкин ( 9 августа 1964 года, Майкоп — 1 января 1995 года, Грозный) — техник отделения регламента и ремонта зенитной самоходной артбатареи зенитного дивизиона 131-й отдельной Краснодарской Краснознамённой орденов Кутузова и Красной Звезды казачьей мотострелковой бригады, прапорщик. Кавалер ордена Мужества (посмертно).

## Биография
Родился 9 августа 1964 года в г. Майкоп Адыгейской автономной области. Окончил 10 классов средней школы № 9 г. Майкоп. В 1998 г. — Краснодарский монтажный техникум. Работал на заводе «Промсвязь» и на авторемонтном заводе г. Майкоп, на рыбозаводе «Славянка» (Приморский край), в Майкопской СПМК № 1.
ПРЕДСТАВЛЕНИЕ
Представляется к призыву на военную службу по контракту сроком на 5 (пять) лет по ункту «Б» и назначению на должность техника отделения регламента и ремонта зенитного дивизиона.
Согласно данных личного дела прапорщик Ложкин А. В. уволен в апреле 1990 года с военной службы в запас по статье 46 пункт «в» (по сокращению штатов) Положения о рохождении воинской службы прапорщиками и мичманами ВС.
За период службы характеризуется положительно. Трудолюбивый, дисциплинированный прапорщик. К выполнению служебных обязанностей относится добросовестно. В коллективе пользовался авторитетом. В строевом отношении подтянут. Физически развит хорошо, здоров.
После увольнения с военной службы с февраля 1992 года работает монтажником в Майкопском акционерном строительном коммерческом обществе «СПМК-1». За период рабоы характеризуется положительно. Нарушений производственной и трудовой дисциплины нe имеет.
4 августа 1994 г. по вопросу призыва на военную службу беседовал лично. Желает проходить военную службу по контракту с назначением на должность техника отделения регламента и ремонта зенитного дивизиона.
Вопрос призыва и назначения на должность рассмотрен и одобрен на заседании постоянно действующей аттестационной комиссии бригады. Протокол № 14 от 4 августа 1994 года.
Ходатайствую о призыве прапорщика Ложкина А. В. на военную службу по контракту сроком на 5 (пять) лет по пункту «Б» и назначении его на должность техника отделения регламента и ремонта зенитного дивизиона 131-й отдельной мотострелковой бригады.
Командир 131-й омсбр полковник Савин И.А.
В Вооруженных Силах РФ с 24.10.1994 г.
Принимал участие в боевых действиях на территории Чеченской Республики с 4 декабря 1994 г.
Пропал без вести 01.01.1995 г. в г. Грозный.
Решением Майкопского городского суда Республики Адыгея объявлен умершим.
Награжден орденом Мужества (посмертно).

## Память

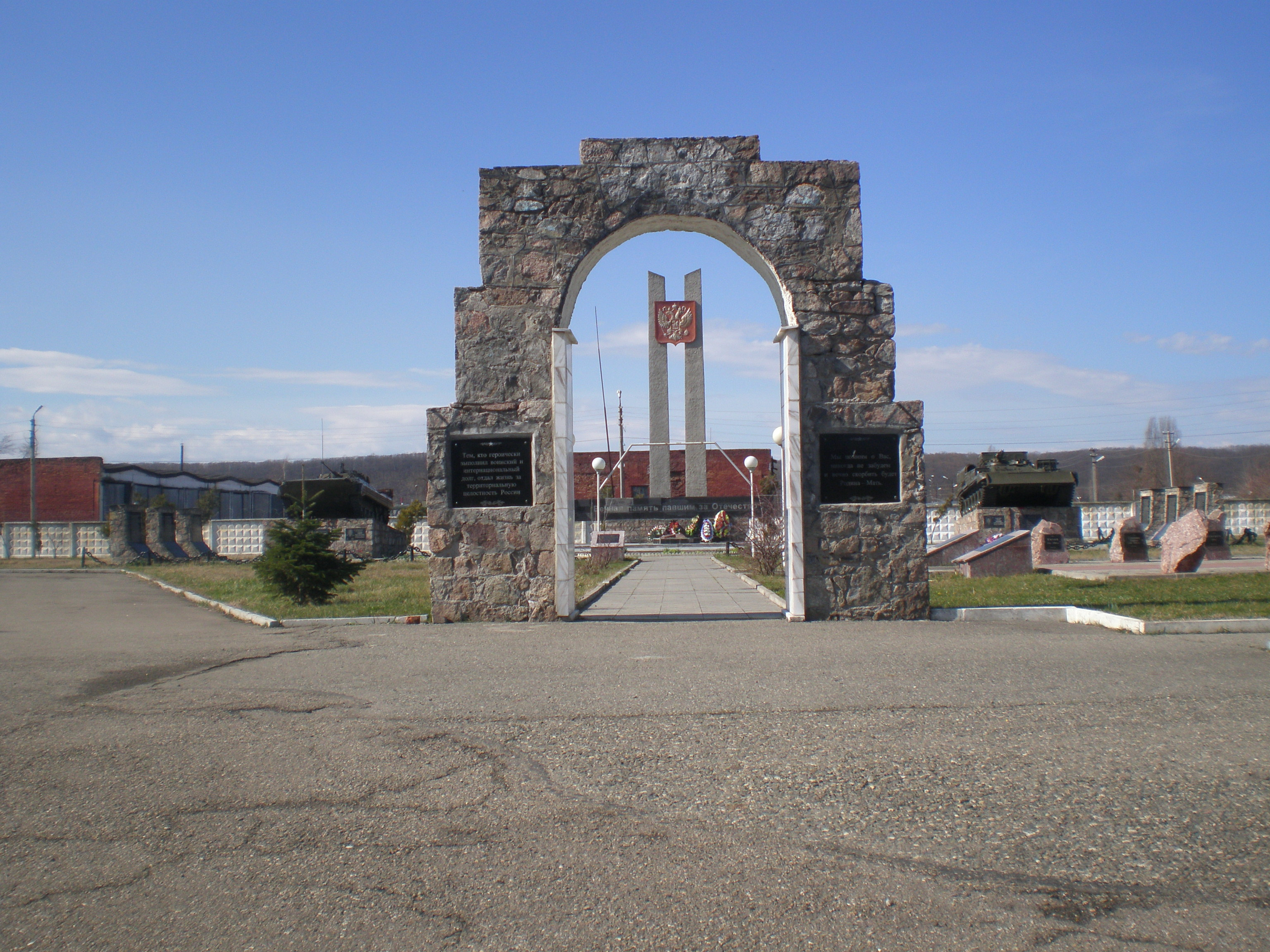
Мемориал воинам, павшим в локальных конфликтах, Майкоп

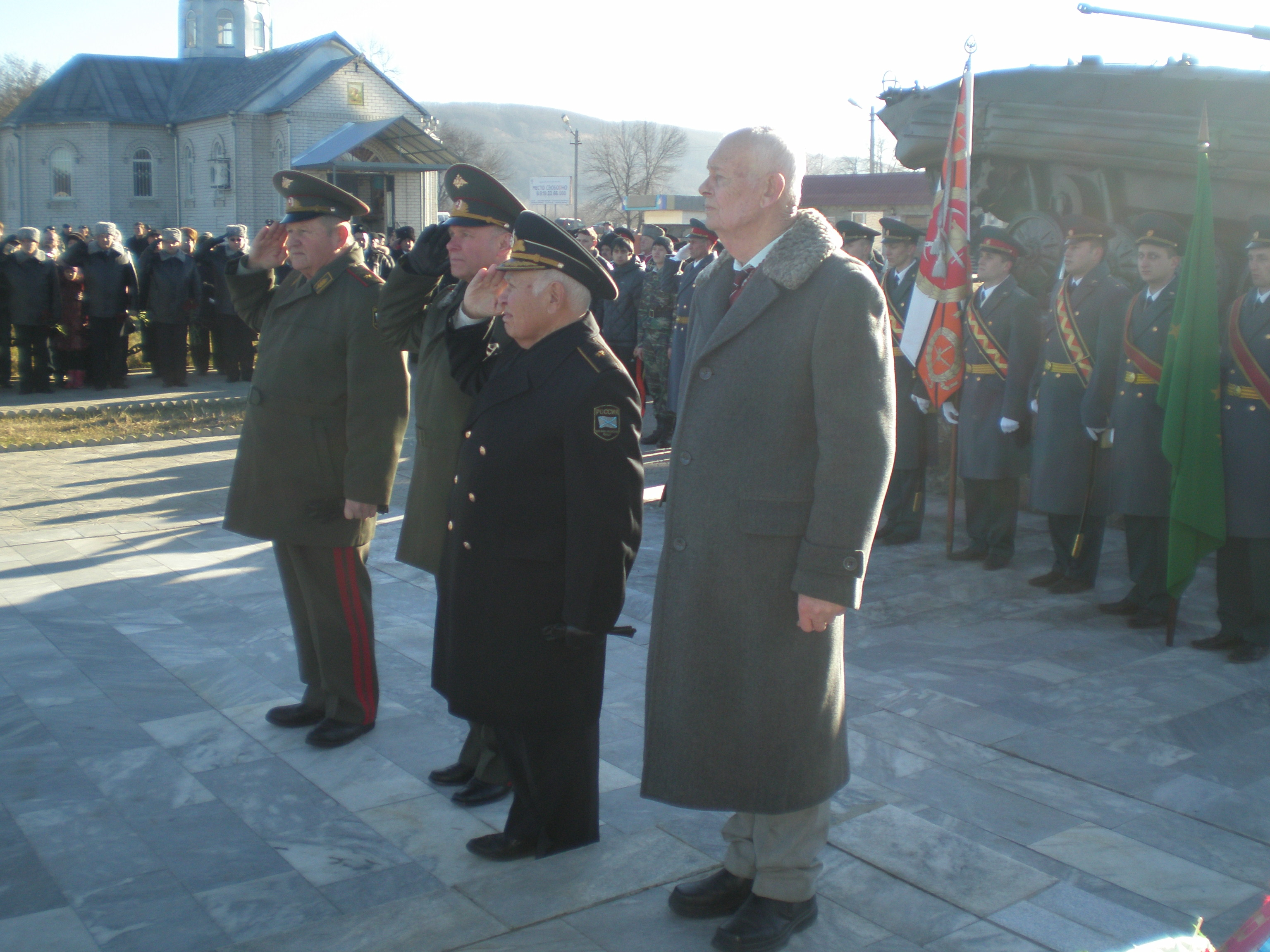
В День памяти погибших в локальных конфликтах у памятника воинам бригады. Генералы А. А. Дорофеев, Ю. Н. Колягин, М. М. Тхагапсов, Ю. Ф. Щепин. Майкоп, 2 января 2013 года

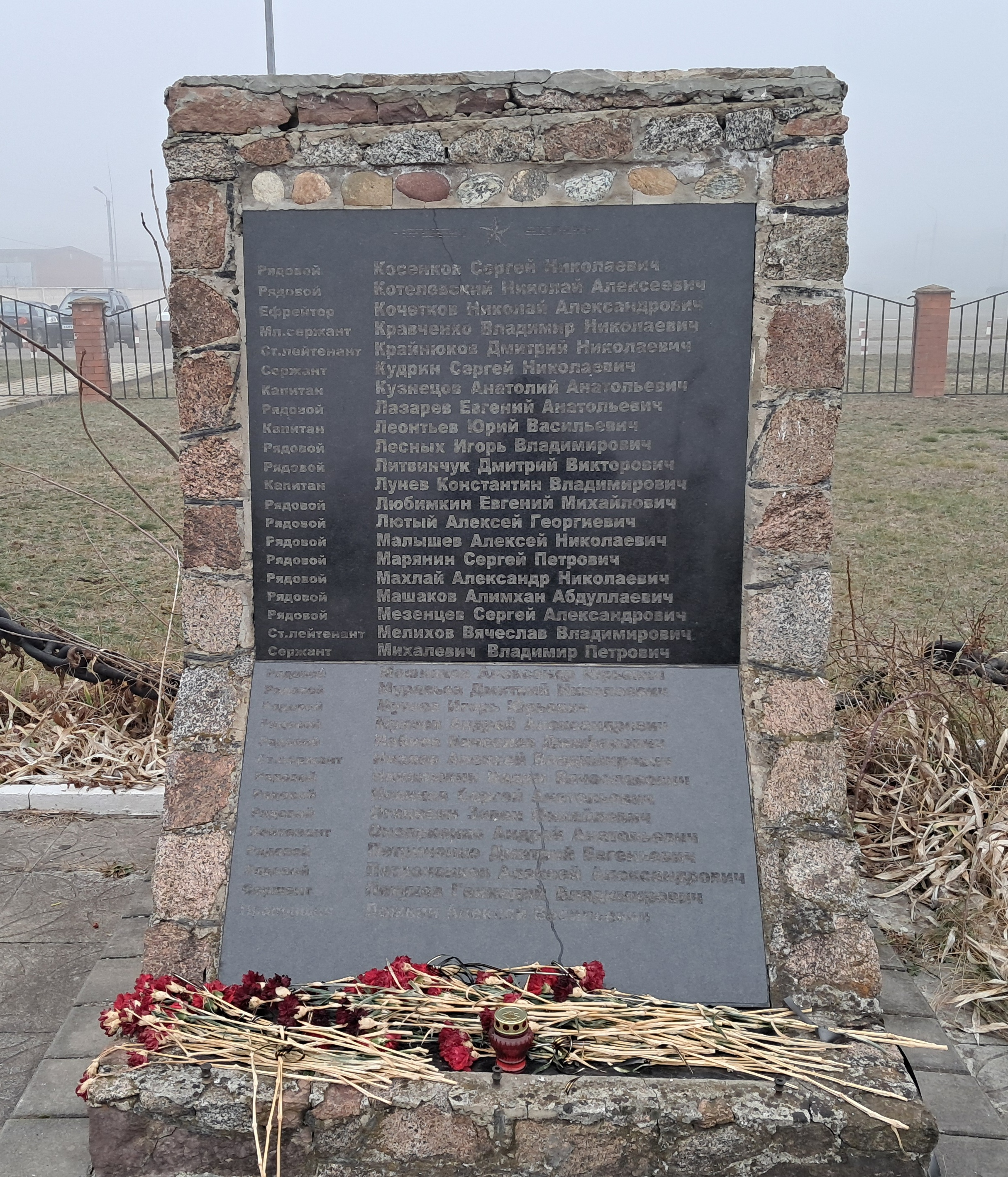
3-й пилон на котором увековечен Герой Майкоп

- 2 января в Адыгее Законом республики установлен «День памяти воинов, погибших в локальных конфликтах»[1][2];
- В Майкопе в месте дислокации 131-й отдельной мотострелковой бригады, установлен Мемориал, посвящённый воинам бригады, погибшим в локальных конфликтах[3]

Шесть пилонов со списками фамилий: 2 группы по 3 пилона, с левой и правой сторон памятника.
Каждый год 2 января на мемориале проводится торжественно-траурная перекличка погибших воинов.
- Имя Ложкина Алексея Васильевича высечено на первом справа пилоне